# Macca Squad
Macca Squad (również MCC i MS) – polski zespół muzyczny tworzący hip-hop. Formacja powstała około 1999 roku w Toruniu. 
Pierwsze nagrania zespołu ukazały się w lipcu 2003 roku na albumie pt. Demo. W 2006 roku utwory Macca Squad znalazły się na ścieżkach dźwiękowych do filmów Stunt Days II, Stunt Days III oraz w Stunt Days IV.
W 2007 roku nakładem wytwórni muzycznej Wielkie Joł ukazał się debiutancki album grupy pt. Test.
4 grudnia 2009 roku ukazała się druga płyta Macca Squad pod tytułem Prawdziwa historia. Nagrania wydała należąca do zespołu wytwórnia Maccabra Label. Płytę promowały teledyski do utworów „Susza” oraz „Rap który rzuca cień”. 23 lipca 2010 roku formacja została wyróżniona w plebiscycie Toruńskie Gwiazdy 2010 w kategorii „Płyta Roku”.
5 września 2011 roku odbyła się premiera nowego albumu pt. Maccaradża mówi dość. Duet wspomogli między innymi Sobota, Paluch, grupa PTP czy Tony Jazzu. Płytę promował utwór „Goniąc cel”, do którego powstał teledysk.
Pod koniec roku 2015 ukazała się ostatnia płyta zespołu pt. Amen. Zespół zakończył działalność w 2018 roku. 

## Dyskografia
Albumy
| Rok  | Album                                                                   |
| ---- | ----------------------------------------------------------------------- |
| 2003 | Demo - Data: lipiec 2003 - Wydawca: brak (nielegal)                     |
| 2007 | Test - Data: 15 listopada 2007 - Wydawca: Wielkie Joł                   |
| 2009 | Prawdziwa historia - Data: 4 grudnia 2009 - Wydawca: Maccabra Label     |
| 2011 | Maccaradża mówi dość - Data: 12 września 2011 - Wydawca: Maccabra Label |
| 2015 | Amen - Data: 6 grudnia 2015 - Wydawca: Maccabra Label                   |

Występy gościnne
| Rok  | Utwór                                                | Album               | Źródło |
| ---- | ---------------------------------------------------- | ------------------- | ------ |
| 2008 | „Reprezentuję (Remix)” (PTP, gościnnie: Macca Squad) | Ulice tego słuchają | [ 10 ] |

## Teledyski
| Rok  | Tytuł                  | Reżyseria / realizacja | Album                | Źródło |
| ---- | ---------------------- | ---------------------- | -------------------- | ------ |
| 2007 | „Widzę co jest grane”  | Dominik Ziółkowski     | Test                 | [ 11 ] |
| 2009 | „Rap który rzuca cień” | Krzysztof Adamski      | Prawdziwa historia   | [ 12 ] |
| 2009 | „Susza”                | Maciej Paluch          | Prawdziwa historia   | [ 13 ] |
| 2011 | „Goniąc cel”           | DTC                    | Maccaradża mówi dość | [ 14 ] |